# Гомельский район
Го́мельский райо́н (бел. Го́мельскі раён) — административная единица на востоке Гомельской области Республики Беларусь. Административный центр — город Гомель.
Численность населения — 68 559 человек (на 1 января 2025 года).

## Административное устройство
В районе насчитывается 186 сельских населённых пунктов, а также рабочий посёлок — Большевик.
В районе 21 сельсовет:
- Азделинский (5277,22 га[5])
- Бобовичский
- Большевистский
- Грабовский (9349,1456 га[6]
- Долголесский (13 285,9147 га[6])
- Ерёминский (4990,55 га[7])
- Зябровский (6285,89 га[7])
- Красненский (2571,47 га[7])
- Марковичский (10 422,6384 га[6])
- Поколюбичский (7171,79 га[7])
- Приборский
- Прибытковский (6986,41 га[7])
- Руднемаримоновский (6992,2343 га[6])
- Тереничский (12 295,5000 га[6])
- Терешковичский (11 948,1901 га[6])
- Терюхский (16 183,5178 га[6])
- Улуковский (10280,05 га[7])
- Урицкий (10794,98 га[7])
- Чёнковский (3478,89 га[7])
- Черетянский (8215,1600 га[6])
- Шарпиловский (15 761,8829 га[6])

Упразднённые сельсоветы на территории района:
- Глыбоцкий
- Давыдовский
- Дятловичский
- Старобелицкий
- Телешевский

## География
Площадь района составляет 2094 км². Поверхность территории преимущественно низинная, большая часть находится в границах Гомельского Полесья (Приднепровская низменность), северно-западная часть — в границах Чечерской равнины (согласно физико-географического районирования Беларуси. Общий уклон с севера на юг. 93 % территории находится на высоте 120—140 метров над уровнем моря. Высшая точка — 160 м над уровнем моря (на востоке от деревни Зябровка), наиболее низкая — 111 метров (урез реки Сож). 
Полезные ископаемые: 52 месторождения торфа с общими запасами 9,52 млн т, наиболее крупные из которых Водопой, Кобылянскае, Жеребно-Лошадиное болото; 2 месторождения глин: Будищанское и Ерёминское 1-е; 4 месторождения песка: Будищанскае, Осовцовское, Гадичевское и Ерёминское. 
Почвы сельхозугодий (%): дерново-подзолистые 33,1, дерново-подзолистые заболоченные 27,5, пойменные (аллювиальные) 14,8, дерновые и дерново-карбонатные заболоченные 13,4, торфяно-болотные 11,2; по гранулометрическому составу (%): песчаные 40,8, суглинистые 24,8, супесчаные 23,2, торфяные 11,2. Средний балл бонитета 34, на отдельных участках от 22 к 57. Под лесом 35 % территории района. Сосновые леса занимают 70 %, берёзовые 10 %, дубовые 10 %, черноольховые 6,4 %, осиновые 2,3 %. В Гомельском районе находится курорт республиканского значения — Чёнки.
В ландшафтном отношении большая часть района находится в границах Полесской ландшафтной провинции (Днепровско-Сожский ландшафтный район, Тереховский ландшафтный район), северная часть — в границах Предполесской провинции (Беседско-Сожский ландшафтный район). Основные типы ландшафтов: аллювиально-террасированные, моренно-зандровые и вторично-моренные.

### Гидрография
Основная река — Сож, течёт с северо-востока на юг, имеет левые притоки — Ипуть, Хоропуть, Терюху, Уть, Немыльню, Быковку и правые — Узу, Ивольку. Густота речной сети 0,35 км/км². Длина мелиоративной сети 6,5 тыс. км, в том числе отрегулированных водоприемников 82 км, магистральных и подводных каналов 679 км, регулирующих 601 км, закрытой сети дренажа) 3,24 тыс. км². (1991).
В 2,2 км от посёлка Михайловск расположено Михайловское водохранилище (водоток / бассейн — Рудня-Маримоновский и Трояновский каналы). 

### Климат
Район находится в умеренно-континентальном климате. Средняя температура в январе −6,9 °С, в июле 18,6 °С. За год выпадает 590 мм осадков. Вегетационный период 193 суток.

## Геральдика
Решение о воссоздании герба 1855 года было принято Гомельским городским исполнительным комитетом от 16 июля 1997 года № 802. Решение о создании флага города Гомеля на основе исторического герба было принято Гомельским городским исполнительным комитетом 15 августа 2001 года № 919.
Герб и флаг зарегистрированы в Гербовом матрикуле Республики Беларусь 2 августа 1997 года № 9.

## История
История Гомельского района уходит своими корнями в глубокое прошлое. Об этом свидетельствуют многочисленные археологические находки, датированные IX—VI тысячелетиями до нашей эры, обнаруженные возле деревень Васильевка, Старые и Новые Терешковичи, Романовичи, а также памятники, принадлежащие Милоградской археологической культуре X в. до н. э. — I в. н. э., найденные в районе деревень Ерёмино, Студёная Гута, Урицкое, Черетянка, Прибор.
Наиболее старые населённые пункты — деревни Михальки, Марковичи, Телеши, которые упоминаются в 1526—1531 годах во время уточнения границ польским королём Жигимонтом I между Великим княжеством Литовским и Черниговским княжеством. В «Реестре ревизии хозяйственной Гомельской области 1560» были зафиксированы деревни Волотова, Валозковичи, Севрюки и Слобода.
В эти же годы впервые в летописи появляются в Гомельском старостве Великого княжества Литовского Старые Терешковичи, немного позднее (1640) деревни Бобовичи, Головинцы, Романовичи, Крупец Волковичский (Урицкое), сельцо Старые Дятловичи, Прибытки, Тереничи.
В 1773—1777 годах Гомельский уезд существовал в Рогачёвской провинции, в 1852—1919 годах входил в Могилёвскую, а в 1919—1926 годах — в Гомельскую губернию. В январе 1919 года территория района непродолжительное время входила в состав БССР, впоследствии передана в РСФСР. Уезд был упразднён 8 декабря 1926 года, и с этого момента его территория была передана в состав Белорусской ССР и включена в состав Гомельского округа. 8 декабря 1926 года считается датой образования района. Часть района до 1927 года входила в Дятловичский и Носовичский районы.
До июля 1930 года находился в Гомельском округе. 10 февраля 1931 года район был упразднён, но 27 июля 1937 года — восстановлен, 15 января 1938 года стал частью Гомельской области.
15 января 1962 года в его состав вошла часть Уваровичского, а в 1965 году — Добрушского района.

## Председатели райисполкома
- Майоров Владимир Сергеевич (1999—2009)[11]
- Ситница Александр Михайлович (2009—2018)
- Алексина Елена Ивановна (2018—2020)
- Ермолицкий Сергей Владимирович (2020—2023)
- Козел Дмитрий Иванович (с 2023 — по настоящее время)

## Демография
Численность населения — 68 559 человек (на 1 января 2025 года), в том числе городское — 2 795 человек (Большевик — 2 795 человек), сельское — 65 764 человек.
Численность населения на 1 января 2024 года составляет 69 015 человек, в том числе городское население (Большевик) — 2 793 человек, сельское — 66 222 человек.
На 1 января 2018 года 18,9 % населения района были в возрасте моложе трудоспособного, 53,4 % — в трудоспособном возрасте, 27,7 % — в возрасте старше трудоспособного. Средние показатели по Гомельской области — 18,3 %, 56,6 % и 25,1 % соответственно.
Коэффициент рождаемости в районе в 2017 году составил 11,2 на 1000 человек, коэффициент смертности — 15,1. Всего в 2017 году в районе родилось 767 и умерло 1031 человек. Средние показатели рождаемости и смертности по Гомельской области — 11,3 и 13 соответственно, по Республике Беларусь — 10,8 и 12,6 соответственно. Сальдо миграции положительное (в 2017 году в район приехало на 360 человек больше, чем уехало).
В 2017 году в районе было заключено 284 брака (4,2 на 1000 человек; самый низкий показатель в области) и 198 разводов (2,9 на 1000 человек). Средние показатели по Гомельской области — 6,9 браков и 3,2 развода на 1000 человек, по Республике Беларусь — 7 и 3,4 соответственно.
| Численность населения | Численность населения | Численность населения | Численность населения | Численность населения | Численность населения | Численность населения | Численность населения |
| 1970                  | 1979                  | 1989                  | 1996                  | 2000                  | 2001                  | 2002                  | 2003                  |
| --------------------- | --------------------- | --------------------- | --------------------- | --------------------- | --------------------- | --------------------- | --------------------- |
| 83 206                | ▼80 978               | ▼80 117               | ▼74 600               | ▼74 450               | ▼73 653               | ▼73 074               | ▼72 834               |
| 2004                  | 2005                  | 2006                  | 2007                  | 2008                  | 2009                  | 2010                  | 2011                  |
| ▼72 532               | ▼72 190               | ▼72 147               | ▲72 368               | ▼71 027               | ▼70 679               | ▼69 685               | ▼68 781               |
| 2012                  | 2013                  | 2014                  | 2015                  | 2016                  | 2017                  | 2018                  | 2019                  |
| ▼68 096               | ▼67 590               | ▼67 495               | ▲67 656               | ▲67 817               | ▲68 210               | ▲68 306               | ▼68 182               |
| 2020                  | 2021                  | 2022                  | 2023                  | 2024                  | 2025                  |                       |                       |
|                       |                       |                       | ▲ 69 326              | ▼ 69 015              | ▼68 559               |                       |                       |

| Национальный состав по переписи населения 2009 года | Национальный состав по переписи населения 2009 года | Национальный состав по переписи населения 2009 года |
| Народ                                               | Численность                                         | %                                                   |
| --------------------------------------------------- | --------------------------------------------------- | --------------------------------------------------- |
| Белорусы                                            | 62 533                                              | 89,42 %                                             |
| Русские                                             | 4767                                                | 6,82 %                                              |
| Украинцы                                            | 1759                                                | 2,52 %                                              |
| Цыгане                                              | 242                                                 | 0,35 %                                              |
| Армяне                                              | 67                                                  | 0,1 %                                               |
| Азербайджанцы                                       | 50                                                  | 0,07 %                                              |
| Поляки                                              | 45                                                  | 0,06 %                                              |
| Татары                                              | 41                                                  | 0,06 %                                              |
| Молдаване                                           | 40                                                  | 0,06 %                                              |
| Немцы                                               | 23                                                  | 0,03 %                                              |
| Узбеки                                              | 19                                                  | 0,03 %                                              |
| Казахи                                              | 18                                                  | 0,03 %                                              |
| Литовцы                                             | 18                                                  | 0,03 %                                              |
| Евреи                                               | 16                                                  | 0,02 %                                              |

По переписи 1959 года, в районе проживало 58 905 человек (в границах того времени), в том числе 51 532 белорусов (87,48 %), 5245 русских (8,9 %), 1402 украинца, 227 евреев, 39 поляков, 28 татар и 432 представителя других национальностей.

## Экономика
Выручка от реализации продукции, товаров, работ, услуг за 2017 год составила 1341,6 млн рублей (около 671 млн долларов), в том числе 279,6 млн рублей пришлось на сельское, лесное и рыбное хозяйство (20,8 %), 146,9 млн на промышленность (10,9 %), 20,2 млн на строительство, 853,5 млн на торговлю и ремонт (63,6 %), 41,4 млн на другие виды экономической деятельности.

### Сельское хозяйство
Основа экономики района — сельское хозяйство. Сельскохозяйственные предприятия специализируются на выращивании зерновых культур, картофеля, овощей, льна, занимаются производством молока и мяса.
Сельскохозяйственное производство (2008 год) занимает 74,2 тыс. га, в том числе 42,8 тыс. га пашни. Сады и ягодники занимают 735,5 га земли. Поголовье крупного рогатого скота составляет 37 867 голов, в том числе коров — 12 343 голов. Поголовье свиней составляет 116 975 голов, птицы — 1 222 388 голов.
В состав агропромышленного комплекса района входит 47 хозяйств, в том числе:
6 сельскохозяйственных производственных кооперативов, 4 — коммунальных сельскохозяйственных унитарных предприятия, 2 республиканских сельскохозяйственных унитарных предприятия, 3 ОАО, 1 республиканское дочернее сельскохозяйственное унитарное предприятие, 1 сельскохозяйственное унитарное предприятие, 30 фермерских хозяйств.
В 2017 году в сельскохозяйственных организациях под зерновые и зернобобовые культуры было засеяно 24 405 га пахотных земель, под кормовые культуры — 25 069 га. В 2016 году было собрано 88,3 тыс. т зерновых и зернобобовых, в 2017 году — 70,2 тыс. т (урожайность — 33,9 ц/га в 2016 году и 28,7 ц/га в 2017 году). Средняя урожайность зерновых в Гомельской области в 2016—2017 годах — 30,1 и 28 ц/га, в Республике Беларусь — 31,6 и 33,3 ц/га.
На 1 января 2018 года в сельскохозяйственных организациях района (без учёта личных хозяйств населения и фермеров) содержалось 42,8 тыс. голов крупного рогатого скота, в том числе 14,8 тыс. коров, а также 120,9 тыс. свиней и 1759,2 тыс. голов птицы. По поголовью птицы и свиней район занимает первые места в Гомельской области, по поголовью коров — пятое место в области. В 2017 году в районе было произведено 32,1 тыс. т мяса в живом весе и 85 тыс. т молока при среднем удое 6066 кг (средний удой с коровы по сельскохозяйственным организациям Гомельской области — 4947 кг в 2017 году), а также 241,6 млн яиц. По производству молока район занимает третье место в области после Речицкого и Рогачёвского, по среднему удою — третье после Мозырского и Добрушского, по производству яиц — первое.

### Промышленность
Промышленность Гомельского района представлена 7 предприятиями, из них 2 — республиканской собственности или её долей, 1 — областной коммунальной собственности, 3 — открытых акционерных общества с долей коммунальной собственности и 1 частной формы собственности. Наибольший удельный вес — 83,0 % в общем объёме продукции промышленности занимает ОАО «Гомельагрокомплект».
В районе 2 лесхоза.

### Торговля
Торговое обслуживание населения Гомельского района осуществляют 72 субъекта хозяйствования различных форм собственности, сеть которых составляет 206 магазинов и 72 предприятия общественного питания, в том числе 28 объектов общественного питания общедоступной сети.

## Транспорт
Транспортная инфраструктура района включает железные дороги Брест — Брянск, Санкт-Петербург — Киев, Гомель — Бахмач, Гомель — Минск, а также автодороги на Брест, Брянск, Могилёв, Минск, Чернигов.
На реке Сож осуществляется судоходство.

## Образование
В 2017 году в районе действовало 40 учреждений дошкольного образования (включая комплексы «детский сад — школа») с 2,6 тыс. детей. В 2017/2018 учебном году действовало 36 учреждений общего среднего образования, в которых обучалось 6,6 тыс. учеников. Учебный процесс в школах обеспечивали 924 учителя, на одного учителя в среднем приходилось 7,1 учеников (среднее значение по Гомельской области — 8,6, по Республике Беларусь — 8,7).
На сегодняшний день образовательную сеть Гомельского района представляют 65 учреждений образования:
- 31 учреждение общего среднего образования
- 27 учреждений дошкольного образования
- Улуковская вспомогательная школа-интернат
- Гомельский районный социально-педагогический центр
- Центр творчества детей и молодёжи Гомельского района
- Гомельский районный центр коррекционно-развивающего обучения и реабилитации
- Оздоровительные лагеря «Сожский берег», «Чёнковский бор» и «Сказочная поляна»

## Культура
- Государственное учреждение «Центр культуры Гомельского района», в состав которого входят 24 филиала[33]
- Учреждение «Урицкий региональный центр культуры и досуга Гомельского района», в состав которого входят 4 филиала
- 7 государственных учреждений образования:
  - ГУО «Ерёминская детская школа искусств Гомельского района» (филиалы в д. Лопатино, агр. Поколюбичи)
  - ГУО «Красненская детская школа искусств Гомельского района»
  - ГУО «Улуковская детская школа искусств Гомельского района»
  - ГУО «Зябровская детская школа искусств Гомельского района»
  - ГУО «Новогутская детская школа искусств Гомельского района»
  - ГУО «Терешковичская детская школа искусств Гомельского района»
  - ГУО «Урицкая детская школа искусств имени братьев Кричевцовых Гомельского района»
- Централизованная библиотечная система: государственное учреждение культуры «Централизованная библиотечная сеть Гомельского района», в состав которого входят 34 филиала

### Музеи
- Государственное учреждение «Гомельский историко-краеведческий музей» в аг. Поколюбичи[34]
- Исторический музей ГУО «Поколюбичская средняя школа» в Поколюбичи
- Краеведческий музей в ГУО «Зябровская средняя школа» в Зябровка
- Этнографический музей ГУО «Красненская средняя школа» в Красное
- Этнографический музей ГУО «Марковичский детский сад-средняя школа» в Марковичи
- Исторический музей ГУО «Новогутская средняя школа» в Новая Гута
- Этнографический музей «Спадчына» ГУО «Романовичская средняя школа» в Романовичи
- Исторический музей ГУО «Руднемаримоновский ясли-сад—средняя школа» в Рудня Маримонова
- Исторический музей ГУО «Торфозаводская средняя школа» в Большевик
- Музей боевой и трудовой славы ГУО «Терюхская средняя школа» в Терюха
- Исторический музей ГУО «Черетянский ясли-сад—средняя школа» в Черетянка
- Этнографический музей ГУО «Телешовский детский-сад—средняя школа» в Телеши
- Историко-этнографический музей ГУО «Грабовский детский сад-средняя школа» в Грабовка
- Музей ароматов в ГУО «Грабовский детский сад-средняя школа» в Грабовка

### Нематериальное наследие
- Древний народный обряд «Вождение Сулы», который проводят в Гомельском районе, получил статус историко-культурной ценности в 2019 году и включён в Государственный список историко-культурных ценностей Республики Беларусь. Обряд проводится ежегодно. Участвуют жители деревень Гадичево и Марковичи.

## Достопримечательности
- Братские могилы советских воинов и партизан в Будилке, Калинино, Красное, Поколюбичи, Телеши, Чёнки, Шарпиловка и др.
- Памятники в честь подпольщиков, замученных оккупантами в 1943 году — в деревне Михальки, в честь защитников Гомеля, погибших в августе 1941 года — в Поколюбичи, на месте расположения партизанского отряда «Большевик» и Гомельского подпольного обкома КП(б)Б — в 5 км на юго-запад от Новобелицкого района Гомеля
- Мемориальный комплекс «Партизанская криничка». Деревянная каплица и памятный знак (камень) погибшим мирным жителям. С августа 1941 года являлось местом базирования легендарного гомельского партизанского отряда «Большевик». Расположен в Чёнковском сельсовете при выезде из Гомеля по Черниговскому шоссе на втором километре поворот в лес направо (координаты 52,32083° N, 30,97731° E)
- Памятники землякам, погибшим во время Великой Отечественной войны в Бобовичи, Ерёмино, Климовка, Поколюбичи и др.
- Памятник лётчикам 290 отдельного дальне-разведывательного авиаполка, погибшим во время Великой Отечественной войны 1941—1945 гг. и в мирное время (расположен в п. Зябровка)

### Памятники архитектуры
- Храм Святой великомученицы Екатерины в деревне Гадичево (1-я пол. XIX века)
- Храм Рождества Пресвятой Богородицы в деревне Глыбоцкое
- Усадебный дом в деревне Коренёвка (2-я пол. XIX века)
- Николаевская церковь и усадьба в деревне Старая Белица (кон. XVIII — 1-я пол. XIX века)
- Храм Успения Пресвятой Богородицы в агрогородке Черетянка
- Храм Святой Троицы в деревне Шарпиловка
- Церковь Рождества Пресвятой Богородицы в агрогородке Прибытки
- Храм преподобного Никиты исповедника в Поколюбичи
- Церковь Покрова Пресвятой Богородицы в Головинцы
- Церковь Иоанна Богослова в Берёзки
- Храм Святителя Николая Чудотворца в Романовичи

## Галерея

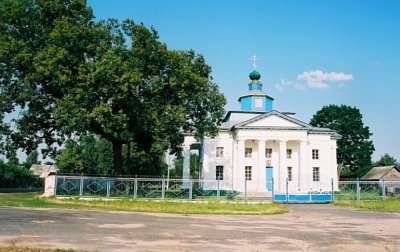
Храм Святой великомученицы Екатерины в Гадичево
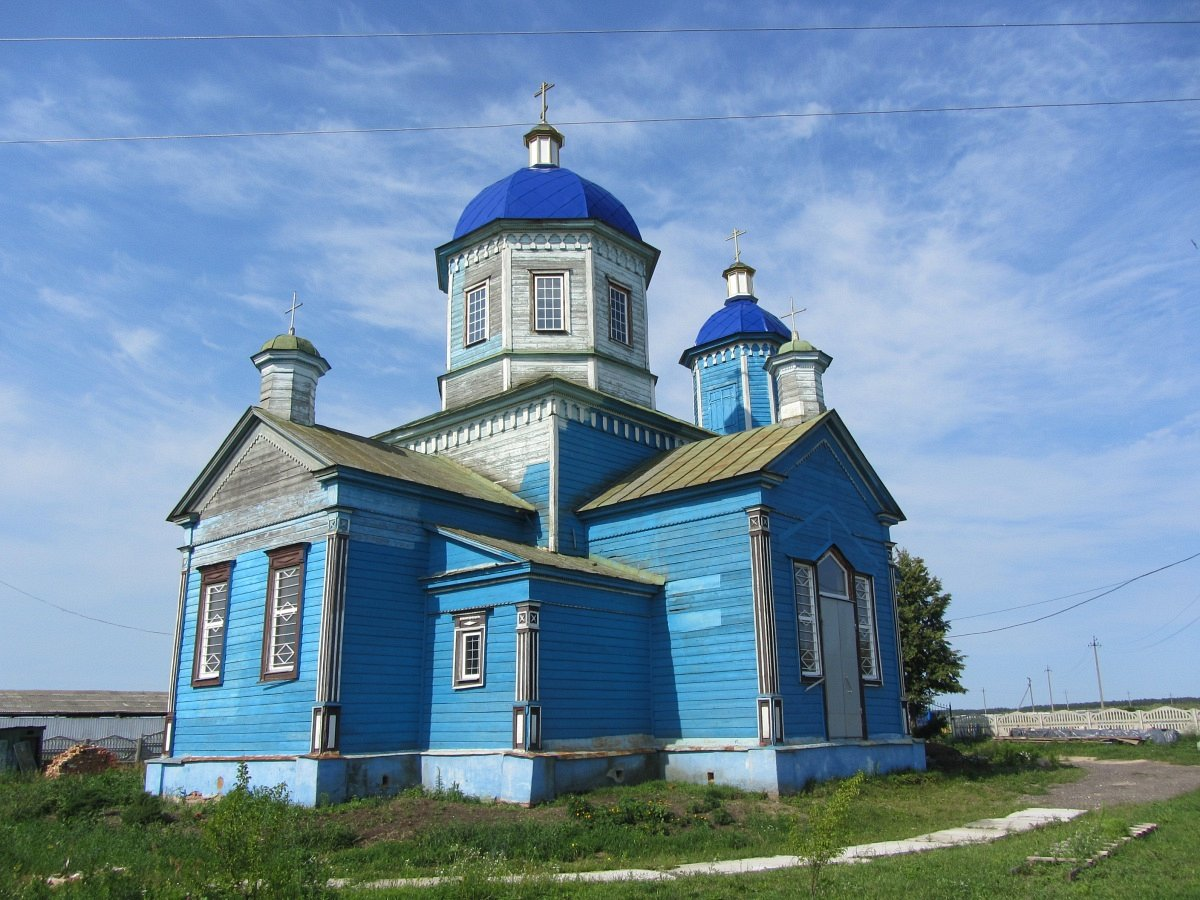
Храм Рождества Пресвятой Богородицы в Глыбоцкое
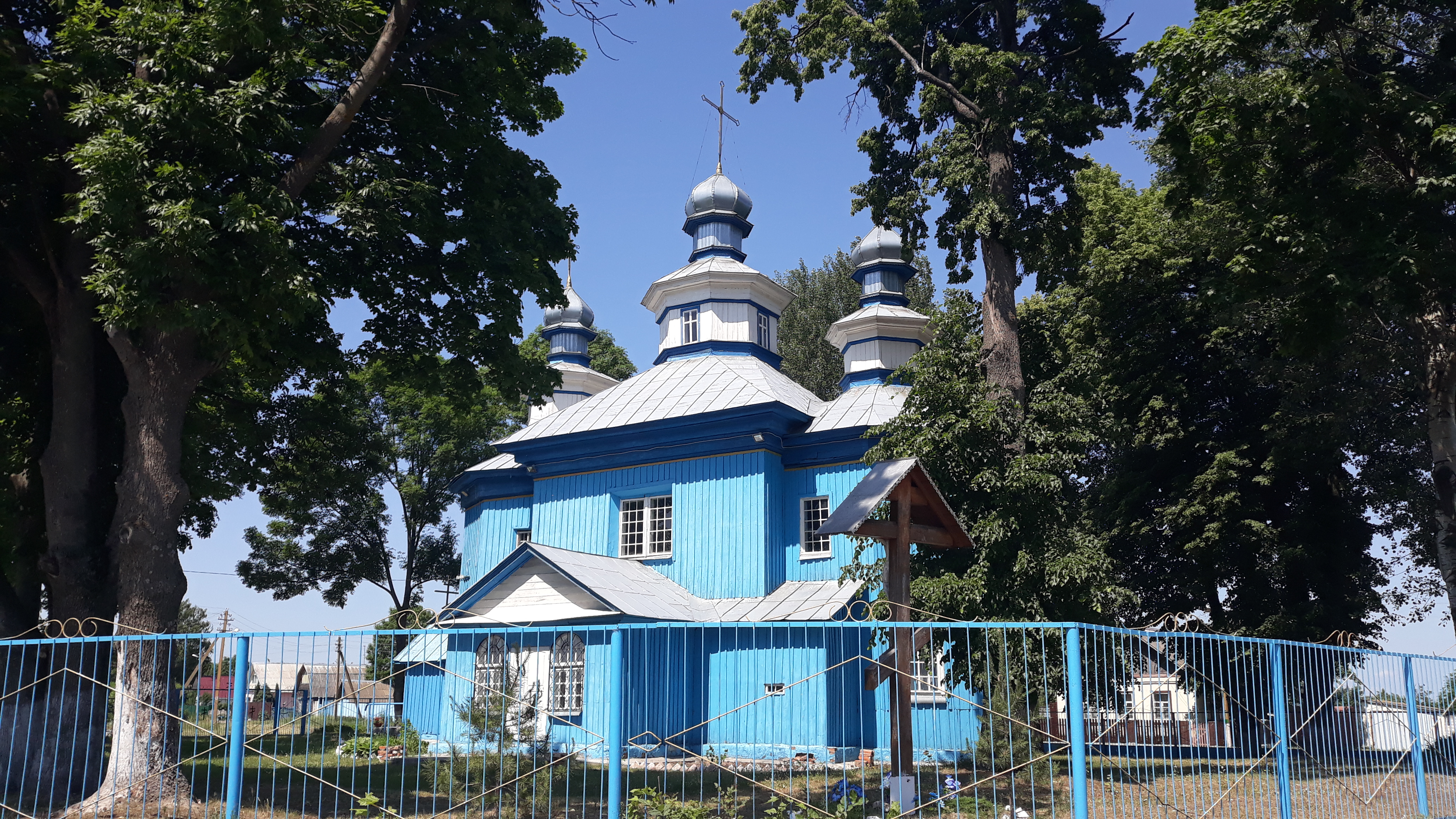
Свято-Николаевская церковь в Старая Белица
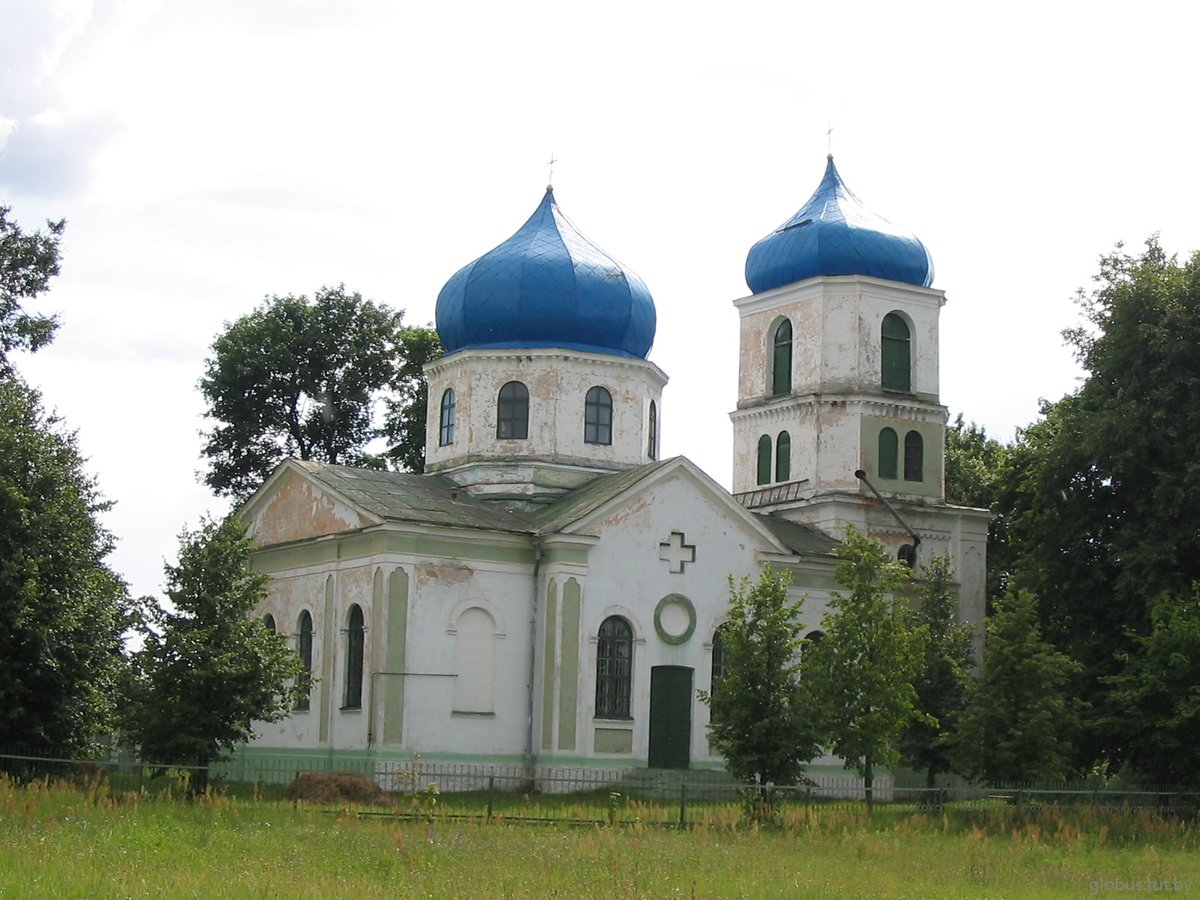
Храм Успения Пресвятой Богородицы в Черетянка

## СМИ
Издаётся газета «Маяк».

## Населённые пункты
- Список малых населённых пунктов Гомельской области